# Puntate di La caduta della casa degli Usher
Ogni puntata della miniserie La caduta della casa degli Usher si rifà a un racconto breve o poesia di Edgar Allan Poe, tutti collegati dal filo conduttore della famiglia Usher, appartenente all'omonima opera a cui il titolo del progetto si riferisce. Tra le altre opere dell'autore prese in considerazione ci sono La maschera della morte rossa, I delitti della Rue Morgue, Il gatto nero, Il cuore rivelatore, Lo scarabeo d'oro, Il pozzo e il pendolo e Il corvo.
| n° | Titolo originale            | Titolo italiano               | Pubblicazione   |
| -- | --------------------------- | ----------------------------- | --------------- |
| 1  | A Midnight Dreary           | Una tetra mezzanotte          | 12 ottobre 2023 |
| 2  | The Masque of the Red Death | La maschera della morte rossa | 12 ottobre 2023 |
| 3  | Murder in the Rue Morgue    | I delitti della Rue Morgue    | 12 ottobre 2023 |
| 4  | The Black Cat               | Il gatto nero                 | 12 ottobre 2023 |
| 5  | The Tell-Tale Heart         | Il cuore rivelatore           | 12 ottobre 2023 |
| 6  | Goldbug                     | Lo scarabeo d'oro             | 12 ottobre 2023 |
| 7  | The Pit and the Pendulum    | Il pozzo e il pendolo         | 12 ottobre 2023 |
| 8  | The Raven                   | Il corvo                      | 12 ottobre 2023 |

## Una tetra mezzanotte
- Titolo originale: A Midnight Dreary
- Diretta da: Mike Flanagan
- Scritta da: Mike Flanagan

### Trama
1950-1962. I gemelli Roderick "Rod" e Madeline "Maddie" Usher vivono con la madre Eliza poco distanti da William Longfellow, CEO della Fortunato Pharmaceuticals nonché violento datore di lavoro di Eliza e loro padre biologico, che però non li ha mai riconosciuti. Quando Eliza si ammala di CADASIL, i gemelli chiedono aiuto a Longfellow che però si rifiuta di aiutarli così Eliza muore tra violente sofferenze e viene seppellita dai figli nel giardino di casa, ma, una notte di tempesta non molto tempo dopo, la donna torna in vita, esce dalla tomba e uccidere Longfellow per poi morire definitivamente.
31 dicembre 1979, 23:00. Per esser ricordati, i giovani Rod e Maddie passano la notte dell'ultimo dell'anno in un bar dove conoscono la misteriosa e affascinante barista Verna.
06 novembre 2023. Roderick e Madeline sono diventati rispettivamente il CEO e la COO della Fortunato e, mentre Madeline non si è mai sposata e non ha avuto figli, Roderick è appena sposato in seconde nozze con la 20enne Juno e ha avuto 6 figli da 5 donne: Frederick "Freddy" Usher (membro del consiglio della Fortunato, marito di Morella "Morry" e padre di Lenore) e Tamerlane "Tammy" Usher (imprenditrice cosmetica e moglie di William "Bill-T" Wilson), Victorine "Vic" LaFourcade (chirurga cardiovascolare fidanzata con una collega, la Dr.ssa Alessandra Ruíz), Napoleon "Leo" Usher (imprenditore di video game e compagno di Julius), Camille L'Espanaye (responsabile delle pubbliche relazioni della Fortunato) e Prospero "Perry" Usher (lascivo 27enne). Quando l'assistente procuratore C. Auguste Dupin mette sotto processo gli Usher perché responsabili della morte di migliaia di persone che assumevano il Ligodone – antidolorifico che, in teoria, non darebbe dipendenza - affermando di avere un informatore all'interno della famiglia, Roderick dà il via alla caccia all'informatore mettendo una taglia su di lui/lei. A difendere gli Usher in tribunale c'è Arthur Gordon "Pym reaper" Pym, un abilissimo avvocato.
20 novembre 2023. Dopo il funerale degli ultimi tre dei suoi sei figli, Roderick si sente male e si rifugia nella vecchia casa di famiglia dove convoca C. Auguste Dupin, che si rivela un suo vecchio amico, per confessargli i suoi crimini e del fatale incontro con Verna la notte dell'ultimo dell'anno del '79.
- Guest star: Paola Núñez (as Dr.ssa Alessandra Ruiz), Daniel Jun (as Julius), Annabeth Gish (as Eliza Usher), Robert Longstreet (as William Longfellow), Igby Rigney (as Toby), Aya Furukawa (as Tina), Lulu Wilson (as Madeline Usher teenager), Graham Verchere (as Roderick Usher teenager), Kate Whiddington (as Madeline Usher da piccola), Lincoln Russo (as Roderick Usher da piccolo), Nicholas Lea (as giudice John Neal), Paul Jarrett (as Dr. Donaldson), Sarah-Jane Redmond (as Mrs. Longfellow), Mark Redfield (as reverendo)

- Curiosità: Katie Parker (as Annabel Lee) non appare; si citano: Jay Gatsby e Daisy Buchanan da Il grande Gatsby di Francis Scott Fitzgerald (1925), i presidenti Ronald Reagan e Jimmy Carter, gli attori Leonardo DiCaprio e Jack Nicholson, il film The Departed, la serie tv Romper Room, le riviste Cosmopolitan e Vanity Fair, la principessa Grace di Monaco, le scarpe Jordan e la marca Cartier; nella cameretta di Rod e Maddie c'è una Tavola ouija in riferimento al film Ouija - L'origine del male; dietro a Rod e Maddie nel bar di Verna c'è lo specchio di Lasser in riferimento al film Oculus - Il riflesso del male; Roderick offre a Dupine del Henri IV Dudognon Heritage Cognac Grande Champagne

- Errori: come si leggerà sulle loro lapidi, Roderick e Madeline sono nati nel 1950 ma nelle scene ambientate nel 1953 hanno almeno 5 anni; l'articolo dice che Tammy ha 40 anni ma è già nata nel 1979 e, infatti, sulla sua lapide si leggerà che è nata nel 1978 (quindi ne ha 45)

- Musica: Another Brick in the Wall by Pink Floyd

#### Riferimenti a Edgar Allan Poe
- Il titolo è la frase di apertura di Il corvo (1845)
- Gran parte dei fatti narrati nell'episodio sono un omaggio alla prima parte di La caduta della casa degli Usher (1840)
- I gemelli Roderick e Madeline Usher vengono da La caduta della casa degli Usher (1840)
- Frederick viene da Metzengerstein (1832)
- Tamerlane viene dal poema Tamerlano (1827)
- Victorine Laforcade viene da La sepoltura prematura (1844)
- Napoleon viene da Gli occhiali (1844)
- Camille L'Espanaye viene da I delitti della Rue Morgue (1841)
- Prospero viene da La maschera della morte rossa (1842) e Perry è lo pseudonimo con cui Poe si arruolò nel US Army nel 1827
- Arthur Gordon Pym viene da Storia di Arthur Gordon Pym (1838)
- C. Auguste Dupin viene da I delitti della Rue Morgue (1841), Il mistero di Marie Roget (1842) e La lettera rubata (1844)
- Lenore viene da Lenore (1843) e Il corvo (1845)
- Juno viene da Eureka (1848), in cui si menziona l'asteroide 3 Juno
- Morella e William Wilson vengono degli omonimi racconti (1835 e 1839), Alessandra Ruiz da Poliziano (1835) e Julius da Il diario di Julius Rodman (1840) in cui l'uomo ha un gatto nero
- la gatta nera Pluto viene dal gatto nero di Il gatto nero (1843)
- Fortunato viene da Il barile di Amontillado (1846)
- Ligodone è la crasi tra il racconto Ligeia (1838) - in cui un uomo abusa di oppioidi dopo la morte dell'amata Ligeia che era convinta che gli uomini fossero deboli - e il vero farmaco Ossicodone
- Eliza viene dalla moglie di Poe, Virginia Eliza Clemm
- Longfellow viene da Henry Wadsworth Longfellow che si pensa plagiò Poe
- John Neal viene dal nome del critico che spesso aiutò Poe
- Il sermone iniziale viene da Per Annie (1849) e Spiriti dei morti (1827) mentre quello finale da La sepoltura prematura (1844) e Il genio della perversione (1845) inoltre, quando parla della sepoltura della madre, Roderick recita Per Annie (1849) e Lenore (1843)
- La passione di Roderick e Madeline per l'egittologia sono un riferimento a Quattro chiacchiere con una mummia (1845)
- Ogni figlio Usher è rappresentato da uno dei colori delle stanze del castello di Prospero in La maschera della morte rossa (1842) e sia loro che Verna indossano quel colore quando muoiono: Prospero il rosso, Camille il bianco, Leo il giallo, Vic l'arancione, Tammy il verde e Freddy il blue
- Il bar di Verna è pieno di omaggi a Poe: ritratto di Edgar Allan Poe, nave in bottiglia da Manoscritto trovato in una bottiglia (1833), corvo impagliato da Il corvo (1845), due gatti neri da Il gatto nero (1843), un corvo su un teschio con una mezzaluna da Il corvo (1845), un cavallo da Metzengerstein (1832) e quattro botti da Il barile di Amontillado (1846)
- Il cognac che Roderick offre a Dupin è un omaggio ai Poe Toaster, anonimi ammiratori che, per 100 anni, han portato 3 rose rosse e una bottiglia di cognac sulla tomba dell'autore il giorno del suo compleanno
- Eliza Usher muore davanti ai figli come la madre di Poe, Elizabeth Poe, morì davanti a lui

#### Anticipazioni in base alle opere di Edgar Allan Poe e non solo
- Verna è l'anagramma di Raven da Il corvo (1845)
- Roderick Usher è il personaggio di La caduta della casa degli Usher (1840) che invita un amico (= C. A. Dupin) nella sua vecchia casa d'infanzia (= casa di Eliza) dove seppellisce viva la gemella Madeline nelle segrete (= ha cercato di mummificarla e l'ha chiusa in cantina) ma lei si libera, aggredisce il fratello e poi, mentre l'amico fugge, la casa crolla seppellendo i gemelli
- Frederick è il personaggio di Metzengerstein (1832) che, dopo la morte del nemico (= Perry) in un incendio, si ossessiona all'unico cavallo salvatosi (= Morella), perdendo interesse per tutto il resto (= Lenore)
- Tamerlane è il personaggio di Tamerlano (1827) che mette il potere davanti all'amore e perde entrambi (= Tammy mette Goldbug davanti a Bill e perde entrambi)
- Victorine Laforcade viene da La sepoltura prematura (1844)
- Napoleon è il personaggio di Gli occhiali (1844) che, per non veder cose brutte, non mette gli occhiali (= si droga) e così sposa una donna anziana (= prende un furetto) credendo sia giovane (= una gatta)
- Camille L'Espanaye è il personaggio picchiato a morte da una scimmia (= gli scimpanzé di Vic) in I delitti della Rue Morgue (1841)
- Prospero è il personaggio che muore durante la sua festa in maschera (= orgia in maschera) in La maschera della morte rossa (1842)
- Lenore è l'amata (= amata nipote di Roderick) morta (= Verna prende anche lei) in Il corvo (1845)
- Pluto è il gatto ucciso dal marito della padrona (= Leo) in Il gatto nero (1843)
- Alessandra Ruiz è il personaggio che in Poliziano (1835) fa un patto suicida (= omicidio-suicidio commesso da Vic)
- Fortunato è il personaggio di Il barile di Amontillado (1846) che, vestito da giullare (= Rufus Griswold), viene attirato in cantina (= sotterranei della Fortunato Pharma.) a bere Amontillado e poi viene incatenato e murato vivo dal nemico (= Rodderick e Madeline)
- Il dispositivo cardiaco ideato da Vic assomiglia a un occhio e in Il cuore rivelatore (1845) è l'occhio del vecchio che spinge il protagonista a ucciderlo
- Morella è un altro nome della belladonna, base del farmaco della Fortunato che Freddie usa per paralizzare Morella
- La canzone Another Brick in the Wall dei Pink Floyd nel 1979 anticipa che Rod e Maddie ha murato vivo qualcuno

## La maschera della morte rossa
- Titolo originale: The Masque of the Red Death
- Diretta da: Mike Flanagan
- Scritta da: Emmy Grinwis e Mike Flanagan

### Trama
1979. Mentre il giovane investigatore antifrode C. Auguste Dupin indaga su corpi trafugati di persone che, seppur incapaci, avevano firmato per un trial medico alla Fortunato, Roderick, che vive in un mini-apaprtamento con la moglie Annabell Lee e i figli Freddy e Tammy, propone invano al suo capo Rufus Griswold, CEO della Fortunato, di acquistare dalla Landor Pharma il Ligodone, un antidolorifico che non dà dipendenza ideato dal chimico Metzer.
08-09 novembre 2023. Disinteressato agli affari di famiglia ma volendo dimostrar che sa fare i soldi, Perry, allo scopo di ricattare ricconi con video hard, organizza una mega orgia in uno stabilimento in demolizione della Fortunato e, per vendicarsi di Freddie, che lo tratta peggio degli altri illegittimi, invita anche Morry. È così che, a mezzanotte, sebbene Verna, avvolta in un mantello rosso e con la maschera da teschio, l'abbia esortato a fermarsi, Perry, fa partire gli sprinkler che, essendo a secco, ha fatto attaccare alle taniche sul tetto, e riversando così su tutti una pioggia acida che corrode le loro carni uccidendoli; prima di andarsene Verna, che ha fatto uscire in tempo i dipendenti e ha provato a far andar via Morry, bacia Perry morente e gli mette la maschera sul volto scarnificato.
20 novembre 2023. Mentre Lenore gli manda SMS in continuazione, Roderick, che è affetto da CADASIL come sua madre, riceve la visita di Perry e racconta a Dupin com'è morto.
- Guest star: Malcom Goodwin (as C. Auguste Dupin da giovane), Paola Núñez (as Dr.ssa Alessandra Ruiz), Igby Rigney (as Toby), Aya Furukawa (as Tina), Molly C. Quinn (as Jenny), Jayr Tinaco (as Faraj), Nicholas Lea (as giudice John Neal), William Kosovic (as Frederick Usher da piccolo)

- Curiosità: la maschera che Jenny porta all'orgia viene dal film Hush-Il terrore del silenzio; la posizione di Verna sul letto è un omaggio alla scena di Carla Gugino nel film  Il gioco di Gerald; si citano Gucci, Caligola, la serie tv Narcos, Apple Pay e Jenny legge October: A Novel di Michael Rowe; l'ep. si apre e chiude coi crepitii degli impianti elettrici corrosi; Perry veste di rosso all'edificio, da Morry e poi da Leo, Freddy di blue quando aggredisce Perry e Leo di giallo quando dà a Perry la droga per la festa; quando Perry vede Verna sul tetto dell'edificio abbandonato lei indossa un cappotto rosso e alla festa un mantello rosso, il colore di Perry

#### Riferimenti a Edgar Allan Poe
- Il titolo e i fatti dell'episodio sono un omaggio a La maschera della morte rossa (1842)
- Annabel Lee viene da Annabel Lee (1850) dedicata alla moglie
- Rufus Griswold viene da Rufus Wilmot Griswold, il critico ed editore che diffamò Poe
- Il nome dei laboratori R.U.E. (= Roderick Usher Experimental) Morgue è un omaggio a I delitti della Rue Morgue (1841)
- Grampus, soprannome che Lenore dava a nonno, è la nave in Storia di Arthur Gordon Pym (1838)
- La frase «Toby dammit!» è un riferimento a Toby Dammit, protagonista di Mai scommettere la testa col diavolo (1841)
- Il chimico Metzer viene da Metzengerstein (1832) e l'azienda Landor Pharma. da Il villino di Landor (1841)

##### Anticipazioni
- Morella ha tatuato la belladonna, pianta detta anche Morella e alla base del farmaco della Fortunato che Freddie userà per paralizzarla
- La claustrofobia di Freddie viene da a Il pozzo e il pendolo (1842) a cui è ispirata la sua morte

## I delitti della Rue Morgue
- Titolo originale: Murder in the Rue Morgue
- Diretta da: Michael Fimognari
- Scritta da: Justina Irlanda e Mike Flanagan

### Trama
1979. Rod, scoperto che Griswold ha comprato la Landor, rubandogli l'idea del Ligodone, lo affronta così lui, per rabbonirlo dato che ha bisogno delle idee del giovane, lo promuove e Rod, su consiglio di Maddie, accetta.
09-11 novembre 2023. Mentre Pym, ottenuto di accedere alla scena del crimine prima della polizia così, porta via il cellulare di Perry e trova Morry viva e Verna si presenta a Tammy come l'escort Candy e a Vic come Pamela Clemm, ottima candidata per il suo trial, Leo scopre di aver ucciso Pluto, la gatta di Julius, mentre era fatto di Monty, droga derivata dal Ligodone 
11 novembre 2023. Camille, convinta che i test di Vic siano falsati ma mollata da Toby e Tina, va da sola alla R.U.E. dove Verna, come guardia di sicurezza Le Bon, dopo aver cercato di convincerla ad andarsene, libera uno degli scimpanzé drogati di Vic che uccide Camille picchiandola.
20 novembre 2023. Mentre Lenore continua a mandargli SMS e Madeline armeggia in cantina, Rod, dopo aver confessato di essere responsabile della morte di Perry, in quanto è stato lui a far sostituire l'acqua nei serbatoi con delle sostanze corrosive per eludere i federali senza poi preoccuparsi di far abbattere la proprietà, riceve la visita di Camille e racconta a Dupin com'è morta.
- Guest star: Paola Núñez (as Dr.ssa Alessandra Ruiz), Daniel Jun (as Julius), Igby Rigney (as Toby), Aya Furukawa (as Tina), William Kosovic (as Frederick Usher da piccolo).

- Curiosità: Ruth Codd (as Juno Usher) non appare; l'ep. si apre e chiude coi versi di una scimmia; si citano: De Beers, la Apple, le socialite Kardashian, l'attore Timothée Chalamet, la cantante Billie Eilish, il personaggio TV Dr Oz, John Fitzgerald Kennedy Jr., Madre Teresa, la borsa Birkin e il festival di Cannes; Leo gioca al videogame The Last of Us Parte II

#### Riferimenti a Edgar Allan Poe
- Il titolo e i fatti dell'episodio sono un omaggio a I delitti della Rue Morgue (1841)
- La guardia alla R.U.E. si chiama LeBon come Adolphe Le Bon l'uomo erroneamente arrestato in I delitti della Rue Morgue (1841)
- Quando Camille definisce Perry «America's fallen prince» cita la  La maschera della morte rossa (1842)
- La droga Monty viene da Il barile di Amontillado (1846)
- Pamela Clemm ha il cognome della moglie di Poe, Virginia Eliza Clemm, è nata il 19 gennaio, come Edgar Allan Poe, e abita al 1849 Reynolds Street, l'anno in cui Poe morì il nome, Reynolds, che si dice che abbia ripetutamente invocato la notte prima di morire

## Il gatto nero
- Titolo originale: The Black Cat
- Diretta da: Michael Fimognari
- Scritta da: Mat Johnson e Mike Flanagan

### Trama
1979. Scoperto da Dupin che alla Fortunato hanno falsificato la sua firma, Rod va da Griswold che lo accusa di non fare gioco di squadra così Maddie convince il fratello a fingere col capo e farmi amico Dupin.
12-13 novembre 2023. Mentre Vic spinge Pamela Clemm/Verna a firmare il consenso al trial e Tammy vede Candy/Verna nei video di fitness di Bill, Roderick e Madeline, riconosciuta Verna nel filmato della R.U.E., vanno rispettivamente davanti a un muro nel sotterraneo della 'Fortunato e al bar del ’79, che però non c'è più. Inoltre Leo trova un rimpiazzo per Pluto nel gattile di Verna e paga per saltar la fila ma una volta portatala a casa la gatta inizia a perseguitarlo così Leo chiama Verna che lo convince che si è infilata nei muri; è così che Leo cerca di ucciderla abbattendo i muri di casa finendo però per buttarsi dal balcone davanti a Julius e morire schiantandosi al suolo. 
20 novembre 2023. Rod riceve la visita di Leo e così racconta a Dupin com'è morto.
- Guest star: Malcom Goodwin (as giovane C. Auguste Dupin), Daniel Jun (as Julius), Nicholas Lea (as giudice John Neal)

- Curiosità: l'ep. si apre e chiude col miagolio di un gatto; si citano: la canzone Candle in the wind di Elton John; l'attore Chris Hemsworth, i film Thor e Willy Wonka e la fabbrica di cioccolato e la marca Louis Vuitton; Mike Flanagan appare durante la diretta di Bill-T vicino a Carla Gugino

#### Riferimenti a Edgar Allan Poe
- Il titolo e i fatti dell'episodio sono un omaggio a Il gatto nero (1843)
- Il Dr. Brevet viene dal Brevet Brigadier General John A. B. C. Smith protagonista di L'uomo finito (1839)

## Il cuore rivelatore
- Titolo originale: The Tell-Tale Heart
- Diretta da: Mike Flanagan
- Scritta da: Mike Flanagan

### Trama
1979. Allo scopo di conoscerlo meglio, Maddie offre a Rufus di informatizzare i documenti della Fortunato lui però rifiuta ma, inavvertitamente, dice alla ragazza dove sono le prove che servono a Dupin.
31 dicembre 1979, 23:59:50. Maddie dice a Verna che vuole essere ricca, non permettere a nessun uomo di comandarla e scoprire come vivere per sempre. 
14-15 novembre 2023. Mentre Roderick, al funerale di Perry, Camille e Leo, vede i loro fantasmi e un giullare, Pym, oltre a ottenere il rinvio del processo, scopre che la stessa donna (Verna) era su tutte le scene dei delitti, e Freddie, sconvolto dal tradimento di Morry, la porta a casa, Tammy, convinto che Bill la tradisca con Candy/Verna, lo lascia. Inoltre Al, saputo che Vic ha falsificato la sua firma sui moduli per il trial sull'uomo perché pressata dal padre a cui servono per la sua malattia, la lascia così lei la uccide colpendola alla testa con un oggetto per poi cerca invano di resuscitarla col pacemaker.
15 novembre 2023. Perseguitata dal battito del pacemaker che ha messo al cadavere di Al, Vic, si suicida pugnalandosi con un bisturi davanti al padre.
20 novembre 2023. Roderick riceve la visita di Vic e così racconta a Dupin com'è morta.
- Guest star: Malcom Goodwin (as C. A. Dupin da giovane), Paola Núñez (as Dr.ssa Alessandra Ruiz), Daniel Jun (as Julius), Nicholas Leo (as giudice John Neal), Mark Redfield (as reverendo)

- Curiosità: l'ep. si apre e chiude col rumore del dispositivo cardiaco di Vic; si citano: Jay Gatsby e Daisy Buchanan da Il grande Gatsby di Francis Scott Fitzgerald, Cleopatra, la Genesi 8, 6-13, la palla Magic8, Alcatraz, Ray-Ban, l'attrice Gwyneth Paltrow, il regista Ingmar Bergman, Yogi Yohann, chiamando la guardia del corpo Kevin Costner si cita il film Guardia del corpo e chiamando Arthur il "Pym reaper" si cita il Grimm reaper del film Il settimo sigillo, inoltre, dicendo «la mente del rimorso è piena di scorpioni» si cita Macbeth, con «flying monkey» si cita il film Il mago di Oz e con «"My heart will go on" tweets» la canzone My heart will go on di Celine Dion dal film Titanic

- Musica: Total Eclipse of the Heart by Bonnie Tyler

#### Riferimenti a Edgar Allan Poe
- Il titolo e i fatti dell'episodio sono un omaggio a Il cuore rivelatore (1845)
- Il sermone del reverendo viene da Spiriti dei morti (1827)

## Lo scarabeo d'oro
- Titolo originale: Goldbug
- Diretta da: Mike Flanagan
- Scritta da: Rebecca Leigh Klingel e Mike Flanagan

### Trama
1979. Rod, stretto un accordo con Dupin, ruba i documenti falsificati alla Fortunato. 
16-17 novembre 2023. Mentre Pym scopre che l'indirizzo sulla patente della Clemm è quello della casa d'infanzia di Roderick e Madeline e trova foto della donna (Verna) con persone ricche e famose risalenti fino al 1901 e Freddie paralizza Morella col farmaco alla belladonna della Fortunato, Madeline, durante il lancio di Goldbug, cerca invano d'afferrar Verna che si dissolve. Inoltre Tammy, che continua a "perde il tempo" a causa dell'insonnia, dopo aver colpito accidentalmente Juno al lancio di Goldbug perché convinta che Candy/Verna abbia preso il suo posto, torna a casa dove, perseguitata dalla voce di Verna rompe tutti gli innumerevoli specchi con l'attizzatoio compreso quello sopra il suo letto i cui pezzi la uccidono trafiggendola e tagliandole la gola. 
20 novembre 2023. Rod riceve la visita di Tammy e racconta a Dupin com'è morta.
- Guest star: Paola Núñez (as Dr.ssa Alessandra Ruiz), Daniel Jun (as Julius), Annabeth Gish (as Eliza Usher), Robert Longstreet (as William Longfellow), Igby Rigney (as Toby), Aya Furukawa (as Tina), Lulu Wilson (as Madeline Usher teenager), Graham Verchere (as Roderick Usher teenager), Kate Whiddington (as Madeline Usher piccola), Lincoln Russo (as Roderick Usher piccolo), Nicholas Lea (as giudice John Neal), Paul Jarrett (as Dr. Donaldson), Sarah-Jane Redmond (as Mrs. Longfellow), Mark Redfield (as reverendo)

- Curiosità: Willa Fitzgerald (as Madeline Usher da giovane) e Michael Trucco (as Rufus Griswold) non appaiono; l'ep. si apre e chiude col rumore degli specchi che si rompono; Morella e Lenore guardano il film The Raven che contiene riferimenti a Il pozzo e il pendolo (1842); tra le scelte di Netflix c'è il film Il gioco di Gerald; nelle foto Verna è con: i fratelli Charles e David Koch, Mark Zuckerberg, Gina Rinehart, Brett Kavanaugh, Mitch McConnell, Larry Ellison, Rupert Murdoch, Donald Trump, Jean Paul Getty, Prescott Bush, William Randolph Hearst, i fratelli John e William Rockefeller, Edward Doheny, Cornelius Vanderbilt e John Francis Queeny; si citano: la regina egizia Tausert, Elon Musk, Ultima Thule e chiamando la guardia del corpo Costner per il film Guardia del corpo

#### Riferimenti a Edgar Allan Poe
- Il titolo e il simbolo e il nome della linea di prodotti di Tammy sono un omaggio a Lo scarabeo d'oro (1843)
- I fatti dell'episodio sono un omaggio a William Wilson (1840)
- Il passato da viaggiatore di Pym viene da Storia di Arthur Gordon Pym (1838)
- Quando Roderick dice «All that we see or seem is a dream within a dream» cita Un sogno dentro a un sogno (1849) e quando dice «As those who dream by day are cognizant of many things, which escape those who dream only by night» cita  Eleonora (1841)
- Quando Madeline dice «Men have called me mad; but the question is not yet settled, whether madness is or is not the loftiest intelligence» cita  Eleonora (1841)
- Quando Pym dice «having Richard Parker for dinner» cita Storia di Arthur Gordon Pym (1838) in cui Richard Parker viene cannibalizzato da Pym e i marinai
- Gli zaffiri che Roderick compra per Madeline sono un omaggio a Quattro chiacchiere con una mummia (1845)

## Il pozzo e il pendolo
- Titolo originale: The Pit and the Pendulum
- Diretta da: Michael Fimognari
- Scritta da: Jamie Flanagan e Mike Flanagan

### Trama
20 dicembre 1979. Rod, su suggerimento di Maddie, per guadagnandosi la gratitudine della Fortunato, tradisce Dupin all'udienza deludendo a tal punto Annabel Lee che la donna decide di lasciarlo.
18 novembre 2023. Mentre Roderick, negato a Juno il permesso di sospendere il Ligodone, ammette di averla sposata solo per l'affinità tra lei e la droga così lei lo lascia e Madeline, volendo trasformar la Fortunato in un'azienda di AI, esorta Pym a eleggerla CEO al posto del fratello, Lenore, scoperto che il padre ha torturato la madre cavandole i denti, chiama i soccorsi. Inoltre, mentre Freddie, ormai cocainomane, dato che il padre insiste a far demolire l'edificio in cui Perry è morto, ci entra mentre la demolizione inizia, si droga e cade paralizzato per poi vedere Verna vestita da addetto che gli rivela di aver assunto dei paralizzanti e, mentre si forma un pendolo che gli si avvicina, che ha scelto per lui una lenta agonia per le torture inflitte alla moglie, Maddie, parlato con Verna e saputo che Freddie è morto, sperando di salvarsi se Rod morirà prima di lei, lo convince a suicidarsi col Ligodone ma Verna lo riporta in vita.
20 novembre 2023. Rod riceve la visita di Freddie bambino e racconta a Dupin com'è morto.
- Curiosità: Samantha Sloyan (as Tamerlane Usher), T'Nia Miller (as Victorine LaFourcade), Rahul Kohli (as Napoleon Usher), Kate Siegel (as Camille L'Espanaye), Sauriyan Sapkota (as Prospero Usher), Michael Trucco (as Rufus Griswold) e Matt Biedel (as William "Bill-T" Wilson) non appaiono

#### Riferimenti a Edgar Allan Poe
- Il titolo e i fatti dell'episodio sono un omaggio a Il pozzo e il pendolo (1842)
- L'episodio inizia con un primo piano della coda dell'Kit-Cat Klock e Freddie che lo fissa in omaggio sia a  Il gatto nero (1843) che a Il pozzo e il pendolo (1842)
- Verna recita La città nel mare (1831)
- L'estrazione dei denti a Morella è un omaggio a Berenice  (1831)

## Il corvo
- Titolo originale: The Raven
- Diretta da: Michael Fimognari
- Scritta da: Mike Flanagan e Kiele Sanchez

### Trama
1979. Dopo che Griswold ha promosso Roderick per aver protetto la Fortunato in tribunale, Rod e Maddie, invitati alla festa in maschera di Capodanno della Fortunato, attirano Griswold in cantina, lo drogano e lo murano vivo nella cantina del palazzo cosicché Roderick possa sostituirlo nel consiglio di amministrazione, prendendo il controllo dell'azienda. Poco prima di mezzanotte, i gemelli, per farsi un alibi, trascorrono il tempo fino alla mezzanotte nel bar di Verna che propone loro un patto: otterranno ricchezza e potere ma, in cambio, si prenderà loro due (che se ne andranno insieme) e la loro stirpe, presente e futura, quando lei lo deciderà. 
20 novembre 2023. Mentre Verna offre a Pym un accordo di immunità per i crimini commessi ma lui rifiuta e poi, non senza rimorso, uccide dolcemente l'innocente Lenore - le dice però che Morella guarirà e creerà una fondazione benefica a suo nome, salvando molte vite - e Roderick chiama Madeline nella loro vecchia casa, tenta di mummificarla e le sostituisce gli suoi occhi con dei zaffiri, Dupin, convocato da Roderick, arriva alla sua vecchia casa d'infanzia. Al termine della confessione di Roderick a Dupin, una Madeline rediviva, cieca e squilibrata esce dal seminterrato e si getta sul gemello per strangolarlo poi, mentre Dupin, terrorizzato, scappa dalla casa, l'edificio crolla seppellendo i gemelli. 
Mesi dopo. Mentre June, decisa a disintossicarsi dal Ligodone, ereditata la Fortunato, la scioglie e crea al suo posto una fondazione di riabilitazione per drogati, Pym viene arrestato dall'FBI e Dupin va in pensione, Verna, prima di volare via come corvo, lascia degli oggetti simbolici sulle tombe degli Usher.
- Curiosità: Matt Biedel (as William "Bill-T" Wilson) non appare

#### Riferimenti a Edgar Allan Poe
- Il titolo, la morte di Lenore e l'SMS con scritto «Nevermore» che la versione AI di Lenore continua a mandare a Roderick sono un omaggio a Il corvo (1845)
- Gran parte dei fatti ambientati il 31 dicembre 1979 sono un omaggio a Il barile di Amontillado (1846)
- Parte dei fatti ambientati nel 2023 sono un omaggio alla seconda parte di La caduta della casa degli Usher (1840)
- Verna recita la poesia Spiriti dei morti (1827)
- La mummificazione di Madeline Usher è un omaggio a Quattro chiacchiere con una mummia (1845)